# Club Polideportivo El Ejido 1969
El Club Deportivo Polideportivo El Ejido 1969 Sociedad Anónima Deportiva, antes denominado Club Deportivo El Ejido 2012, es un club de fútbol español del poniente de la provincia de Almería, que actualmente milita en en Grupo 2 de División de Honor Andaluza.
En 2013, 'El Ejido Fútbol Sala' (club de fútbol sala fundado en 1989) se fusionó con el Club Polideportivo Berja, de la vecina localidad de Berja, adoptando la denominación de Club Deportivo El Ejido 2012.

## Historia

### Inicios del club
En 2012 se creó la sección de fútbol de El Ejido Fútbol Sala, presidido por Vicente Fco. Puertas Rodríguez, empresario ejidense, y que de la mano trajo a Ángel Becerra (leyenda del fútbol ejidense) como directivo y responsable deportivo de la parcela de fútbol, y a José Lirola como entrenador. El objetivo principal fue aunar los deportes de fútbol sala y fútbol en la ciudad para que no se diluyese este último en El Ejido, tras el cese de actividad del Club Polideportivo Ejido (que sin embargo siguió existiendo hasta 2014), por lo que el El Ejido FS se hizo cargo de inscribir equipos de fútbol, partiendo de cero, además de mantener su estructura de fútbol sala. De hecho, durante su primera temporada compitió a nivel oficial y federativo bajo la denominación de 'El Ejido Fútbol Sala', y no fue hasta 2013 cuando cambió el nombre para llamarse CD El Ejido 2012.

### Debut en Regional Preferente Almería
En la temporada 2012/2013, el club ejidense debutó en la Regional Preferente Almería (actual Segunda Andaluza) ganando 5-1 ante el Atlético Benahadux, con goles de Jorge Cantón (primer goleador de la historia del equipo de fútbol), Guille, López Morillo por partida doble y Álex Tejada. Esa temporada no todo iba a ser de color de rosa, entrando en una mala racha de resultados de la que empezó a salir tras tres fichajes claves, como fueron los de Dani Cara, David Fernández y Javicho. El conjunto celeste acabó tercero del Grupo 1 en la primera fase y concluyó la segunda en la cuarta posición de un subgrupo de seis participantes, algo insuficiente para acceder a la fase de ascenso (solo el primero de cada subgrupo podía clasificarse) a Primera División Andaluza, finalizando la liga y el club deportivamente no lo logró.

### Fusión con Club Polideportivo Berja y ascenso a Primera Andaluza
La situación anterior conllevó al club buscar en los despachos un ascenso que si no se lograba desanimaba a la afición ejidense ir al fútbol, produciéndose una fusión con el Club Polideportivo Berja que militaba en Primera Andaluza y, después este acuerdo, la entidad virgitana desaparecía como tal y el El Ejido FS pasó a denominarse Club Deportivo El Ejido 2012, intercambiando la plaza con el Berja, a partir de entonces llamado Berja CF, de modo que el equipo ejidense pasó a Primera Andaluza y el virgitano a Regional Preferente, siendo además el filial del CD El Ejido 2012.

### Debut en Primera Andaluza y Ascenso a Tercera División
En la temporada 2013/2014 el club ejidense empieza en verano con la duda en el banquillo si continuar con José Lirola tras la decepción de no subir deportivamente o contratar como entrenador a José Sevilla, antiguo entrenador del Club Polideportivo Berja y leyenda del fútbol ejidense. Finalmente sería Lirola quien continuase en el banquillo y a El Ejido llegarían fichajes que iban a ser claves durante la temporada como Rubén Guti, Javilillo, Calores o Miguel Cid. Esa temporada el club ejidense debuta en la Primera Andaluza con victoria por 5-0 ante el Vandalia de Peligros CF y la ilusión de la afición se dispara llegando a ir 2.000 personas en un partido, el club ejidense iba a estar toda la temporada a la cabeza de la tabla junto el Guadix CF teniendo una bonita lucha por el liderato que finalmente cae en manos ejidenses. El ascenso del club ejidense se logra en Guadix ante el Guadix CF con un empate a un gol, marcando De Gomar. La temporada se cierra en casa ante el CD Comarca de Níjar con una victoria por 5-2 con goles de Calores, Javilillo, Varo, Javichu y Dani Cara. El Berja CF no logra ascender a Primera Andaluza y se tiene que quedar otra campaña más en Regional Preferente.

### Debut en Tercera División
En la temporada 2014/2015 el club ejidense empezaría con dudas económicas sobre si el club saldría en Tercera División de España y sobre quién ocuparía el banquillo esa temporada en Tercera División de España, finalmente la directiva da un voto de confianza a José Lirola y el club sale en Tercera División de España llegando al club jugadores clave esa temporada como Fran Oller, Darío Guti o el jugador de Balerma Joselillo. Fue una temporada con altibajos, el club debuta en Tercera División de España en Santo Domingo ante el Español del Alquián con un empate a dos goles. El primer goleador de la historia del Club Deportivo El Ejido 2012 en la Tercera División de España es Javilillo, un ejidense al igual que el primer gol de la historia del club. La temporada transcurre con un equipo muy irregular y en la jornada 23 tras una derrota en casa ante el CD Huétor Tájar y 9 partidos seguidos con derrota la directiva ejidense decide destituir a José Lirola en lugar de José Sevilla pero no sin antes polémica ya que los jugadores no querían a José Sevilla como entrenador. Tras la dimisión de Ángel Becerra como responsable de la parcela de fútbol para ser el director general del club y la llegada del virgitano Javi Fernández a la dirección deportiva del club ejidense la situación se normaliza y el Club Deportivo El Ejido 2012 firma una segunda vuelta digna de Play Off de ascenso que le vale para firmar una permanencia sin sufrimiento. La temporada se cierra en casa ante el Atlético Mancha Real con una victoria por 2-1 con los goles de Javilillo y Darío Guti. El Berja CF esa temporada logra el ascenso a Primera Andaluza.

### Ascenso a Segunda División B y tres temporadas en la categoría de bronce
En la temporada 2015/2016 el club ejidense hace un proyecto muy ambicioso con el objetivo de ascender a Segunda División B de España en el que el míster no sería José Sevilla que fue primera opción para la directiva ejidense pero este por diferencias con dicha directiva no continúa y llegaría al banquillo el malagueño Alberto González con fichajes como Samu Corral, Alfonso, García, Gabri o Alberto Segura manteniendo en la plantilla hombres clave de la temporada anterior como David Fernández, Fran Oller, Joselillo, Dani Cara, Javilillo, Rubén Guti o Darío Guti. El equipo termina la temporada en cuarta posición lo que le da acceso a los playoffs de ascenso. En la primera fase de los playoffs le toca enfrentarse al Bermeo a doble partido, ganando en la ida en casa por un contundente 3-0 y perdiendo en la vuelta por un 2-3, quedando en el global 5-3 y pasando a la segunda fase. En la segunda fase de los playoffs le toca enfrentarse al CF Lorca Deportiva, empatando en la ida en casa por un 1-1 y ganando en la vuelta por un 2-1, quedando en el global 3-2 y pasando a la fase final. En la fase final de los playoffs le toca enfrentarse al CD Laredo, ganando en la ida en casa por un 1-0 y empatando sin goles en la vuelta, quedando en el global 1-0 y ascendiendo a Segunda División B de España
.
Durante tres temporadas militó en la categoría de bronce, descendiendo la tercera temporada matemáticamente en la penúltima jornada ocupando la 17.ª posición.

### Vuelta a Tercera División y ascenso a Segunda B
Si el club había iniciado años antes unos pasos que iban encaminados hacia la separación definitiva entre la sección de fútbol sala y la de fútbol, vistiendo equipaciones distintas desde 2017 y cambiando de escudo en 2018 (hasta entonces la equipación y el escudo eran los del antiguo El Ejido FS), el descenso y los problemas económicos propiciaron que en 2019 se disgregaran oficialmente, adquiriendo el fútbol sala los derechos federativos del CD Bayyana FS (club de la capital almeriense fundado en 2001), que se mudó a El Ejido llamándose CD Bayyana El Ejido y adoptó el escudo de El Ejido que fue sustituido en 2018 y su vestimenta (camiseta y medias celestes, pantalón azul), mientras que el CD El Ejido 2012 (ya solo de fútbol), conservó su nombre y escudo actuales. Durante la temporada 2019/20 de la mano del entrenador hispano-alemán David Cabello, el equipo se situó en la parte alta de la tabla del Grupo IX de Tercera División, alcanzando el segundo puesto y, con la suspensión de la liga por la crisis del coronavirus, el equipo acabó ostentando el subcampeonato liguero, clasificándose para los play off exprés de ascenso a Segunda B. En la semifinal, se enfrentó al Motril C.F. al que derrotó por 3-2, pasando a la final, disputada ante el Real Jaén, empatando 1-1 y saliendo beneficiado el conjunto ejidense por su mejor clasificación en la liga, por lo que consiguió el ascenso de categoría. En los días previos a la disputa de la fase de ascenso se presenta oficialmente al argentino Alejandro Bouza como cabeza visible de un grupo inversor que, desde Argentina, se hace con las riendas del club, siendo Bouza el presidente.

### Etapa en 2.ª RFEF
En su regreso a Segunda B en la temporada 2020/21, El Ejido trata de evitar un posible doble descenso por la reestructuración de las categorías (desaparecían las antiguas Segunda División B y Tercera División, creándose las nuevas Primera RFEF, Segunda RFEF y Tercera RFAF), formando parte del Subgrupo B del Grupo IV, finalizando la liga regular en antepenúltima posición, lo que le condena a descender como mínimo a Segunda RFEF, pero gracias a una buena fase de permanencia en el Subgrupo E logra eludir el doble descenso a Tercera REF.
En la 2021/22, el club queda encuadrado en el Grupo 5 de 2.ª RFEF. 
En noviembre de 2021, el club cambia su nombre a «Club Deportivo Polideportivo El Ejido 1969» en una Asamblea en consenso con la Junta Directiva y los socios.
Realiza una  temporada irregular, donde ocupa durante varias jornadas los puestos de descenso, luchando toda la temporada, descendiendo solo una categoría tras vencer en la penúltima jornada domicilio al líder del grupo CF Intercity.
En julio de 2022 culmina su completo cambio de nombre, quedando inscrito en el Registro Andaluz de Entidades Deportivas y en la Federación Andaluza de Fútbol como «Club Deportivo Polideportivo El Ejido 1969».

### Descensos a 2.ª y 3.ª Federación
En la temporada 2021/22, el club queda encuadrado en el Grupo 5 de la Segunda Federación. 
En noviembre de 2021, el club cambia su nombre a «Club Deportivo Polideportivo El Ejido 1969» en una Asamblea en consenso con la Junta Directiva y los socios.
Realiza una  temporada irregular, donde ocupa durante varias jornadas los puestos de descenso, luchando toda la temporada para evitar el doble descenso por la reestructuración de las categorías (desaparecían las antiguas Segunda División B y Tercera División, creándose las nuevas Primera Federación, Segunda Federación y Tercera Federación), descendiendo solo una categoría tras vencer en la penúltima jornada domicilio al líder del grupo CF Intercity.
En julio de 2022 culmina su completo cambio de nombre, quedando inscrito en el Registro Andaluz de Entidades Deportivas y en la Federación Andaluza de Fútbol como «Club Deportivo Polideportivo El Ejido 1969».Un cambio de nombre polémico por la existencia de otro club, el Poli Ejido CF, cuyo nombre es una marca registrada y ello provoca que hasta en tres ocasiones sea denegado el cambio de nombre del antiguo El Ejido Fútbol Sala/CD El Ejido 2012 por la Oficina Española de Patentes y Marcas del Ministerio de Industria y Comercio.

### Descenso a 3.ª Federación
En la competición, El Ejido realiza una temporada 2022/23 pobre en la que, como en varios años anteriores, los futbolistas se ven afectados por los impagos y la mayoría de partidos se saldan con resultados en su mayoría adversos, descendiendo a Tercera Federación y, de nuevo, salvando un posible descenso administrativo saldando las deudas. Igualmente, el club se convierte en sociedad anónima deportiva pero el cambio a SAD no admitió la posibilidad de compra de acciones por parte de particulares y estas se quedaron en manos de la directiva, especialmente del grupo argentino con Bouza al frente, de forma que solo ellos se beneficiarían económicamente en caso de una venta a nuevos inversores. 
La temporada 2023/24, en la quinta categoría del fútbol nacional, empieza con nuevas deudas a futbolistas, marchándose del club casi la mitad de la plantilla conforme avanzan las jornadas en las que apenas hay triunfos, muchos empates y algunas derrotas, lo que unido a la sanción de restarle en la clasificación dos puntos por impagos arbitrales, condenan a El Ejido a verse de lleno dentro de la zona descenso entrando en los últimos tres meses de liga. Antes, de caer en puestos peligrosos, el entrenador y el segundo entrenador son cesados, un nuevo técnico es contratado pero no puede ejercer oficialmente su labor por los impagos a los entrenadores despedidos, de modo que el sustituto renuncia apenas mes y medio después de su llegada. 
Sin posibilidad de recibir subvenciones públicas por impagos, sin masa social (menos de 200 abonados) y lleno de deudas (jugadores, entrenadores, monitores de las bases, pisos de alquiler, trabajadores de varios estamentos internos de la SAD como gabinetes de prensa y oficina administrativa), las críticas de la afición, hasta hacía pocos meses 'adormecida', aumentan y piden la dimisión de Alejandro Bouza y otros directivos de peso como Javi Fernández (director general antes de la conversión en SAD y secretario, cargo que sigue ostentando), llegando Cristian Pozo (abogado ejidense afincado en Granada) a la dirección general de la SAD, bajo la intención de buscar patrocinios e inversiones.

## Uniforme
- Uniforme titular: Camiseta celeste, pantalón blanco (antes pantalón azul) y medias celestes.
- Uniforme alternativo: Camiseta verde con una serie de líneas curvas blancas y azules en la parte inferior en referencia a la bandera de El Ejido (Almería), pantalón blanco y medias verdes.

### Proveedor técnico y patrocinadores
| Período     | Proveedor | Patrocinador                                          |
| ----------- | --------- | ----------------------------------------------------- |
| 2012 – 2013 | UMBRO     |                                                       |
| 2013 – 2014 | UMBRO     |                                                       |
| 2014 – 2015 | UMBRO     | Frio Guerrero                                         |
| 2015 – 2016 | UMBRO     | El Ejido, Gourmet Quality                             |
| 2016 – 2017 | UMBRO     | El Ejido, Gourmet Quality Cooperativa S.A.T. MONTIVEL |
| 2017 – 2018 | UMBRO     | El Ejido, Gourmet Quality Cooperativa S.A.T. MONTIVEL |
| 2018 – 2019 | UMBRO     | Grupo CRISTALPLANT El Ejido, Gourmet Quality          |
| 2019 – 2020 | UMBRO     | Grupo CRISTALPLANT El Ejido, Gourmet Quality          |

## Estadio
- Municipal de Santo Domingo
- Fecha de inauguración: 2002
- Capacidad: 7.870 espectadores
- Terreno de Juego: 105 × 68 m
- Características: Vestuarios, sala antidopaje, sala médica, sala de prensa, sala de trofeos, iluminación, megafonía, bar, aseos
- Distribución: Tribuna cubierta, preferencia y fondo joven.

## Datos del club
- Temporadas en 1ª: 0
- Temporadas en 2ª: 0
- Temporadas en 2ª B: 4 (2016/17, 2017/18, 2018/19 y 2020/21)
- Temporadas en 3ª: 3 (2014/15, 2015/16 y 2019/20)
- Temporadas en Segunda RFEF: 2 (2020/21 y 2021/22)
- Temporadas en Tercera RFEF: 2 (2023/24)
- Temporadas en División de Honor Andaluza: 0
- Temporadas en Primera Andaluza: 1 (2013/14) y (2024/25)
- Temporadas en Regional Preferente (actual Segunda Andaluza): 1 (2012/13)
- Mejor puesto histórico en 3.ª División: 2.º (Temporada 2019-2020)

## Palmarés

### Torneos nacionales
- Subcampeón: Tercera División de España: (1) (Temporada 2019/2020)

## Temporada a Temporada
| Temporada | Categoría                      | Posición | Copa del Rey  |
| --------- | ------------------------------ | -------- | ------------- |
| 2012/13   | Regional Preferente Provincial | 3º       |               |
| 2013/14   | Primera Andaluza               | 1º       |               |
| 2014/15   | 3ª                             | 12º      |               |
| 2015/16   | 3ª                             | 4º       |               |
| 2016/17   | 2ª B                           | 14º      |               |
| 2017/18   | 2ª B                           | 10º      |               |
| 2018/19   | 2ª B                           | 17º      |               |
| 2019/20   | 3ª                             | 2º       |               |
| 2020/21   | 2ª B                           | 14°      | Primera Ronda |
| 2021/22   | 2ª RFEF                        | 11º      |               |
| 2022/23   | 2ª RFEF                        | 15°      |               |
| 2023/24   | 3ª RFEF                        | 13º      |               |
| 2024/25   | 3ª RFEF                        | 16º      |               |

### Torneos regionales
- Campeón: Primera Andaluza: (1) (Temporada 2013-14)

### Torneos amistosos
- Trofeo Feria de Berja : (2)  (2015)[18],(2016)[19]
- Trofeo Ciudad de Motril: (1) (2018)
- Trofeo Feria de Adra: (1)  (2019)
- Trofeo Villa de Garrucha: (1) (2019)[20]

## Presidente y vicepresidentes
- Presidente:
  -  Alejandro Bouza

- Vicepresidente:
  -  Daniel Rodríguez

- Director General:
  -  Javier Fernández

- Tesorero:
  -  Enzo Marsilio

- Vocales:
  -  Francisco José Campos
  -  Francisco Palenzuela
  -  Juan Luis Fernández

## Jugadores y cuerpo técnico

### Plantilla y Cuerpo técnico
- Los equipos españoles están limitados a tener en la plantilla un máximo de tres jugadores sin pasaporte de la Unión Europea. La lista incluye solo la principal nacionalidad de cada jugador.

## Filial
El Club Deportivo El Ejido 2012 posee como filial al club virgitano Berja CF, fundado en 2013 y que milita en el Grupo 2 de  División de Honor Andaluza.